# Josef Avidar
Josef Avidar (hebrejsky יוסף אבידר‎, rodným jménem Josif Rohel; 7. května 1906 Kremenec – 13. září 1995 Izrael) byl izraelský státník, velitel Hagany a Izraelských obranných sil, spisovatel a velvyslanec v Argentině a Sovětském svazu. Působil také jako velitel severního velitelství a centrálního velitelství, a výkonný ředitel ministerstva práce.

## Raný život
Narodil se 7. května 1906 jako Josif Rohel v Kremenci v Ruském impériu (nyní Ukrajina). Jeho otec se jmenoval Jegošua Rohel, matka Šprinza. Před emigrací do Britského mandátu Palestina působil jako podomní obchodník. V roce 1929 Avidar emigroval do Britského mandátu Palestina.

## Kariéra
Stal se velitelem židovské polovojenské organizace Hagana. Byl pověřen řízením zásobovacích programů a byl zodpovědný za myšlenku a výstavbu podzemní muniční továrny zvané Ajalonův institut, která produkovala nejvíce munice pro Haganu.
V roce 1948, po vzniku Izraelských obranných sil, si změnil jméno z Rohel na Avidar podle zkratky jmen svých dvou dcer. Působil jako zástupce náčelníka Generálního štábu Izraelských obranných sil.
V letech 1955–1958 působil jako velvyslanec v Sovětském svazu a v letech 1961–1965 jako velvyslanec v Argentině.

## Smrt
Zemřel 13. září 1995 ve věku 89 let na plicní infekci.

## Osobní život
Při výcviku, během kterého se učil zacházet s granáty, přišel o pravou ruku. Byl poslán na léčení do Vídně, kde se seznámil s budoucí izraelskou autorkou knih pro děti a pozdější manželkou Jemimou, která v té době studovala na Vídeňské univerzitě.
Na Hebrejské univerzitě v Jeruzalémě získal titul Ph.D. z rusistiky.